# Изолабона
Изолабона (итал. Isolabona) — коммуна в Италии, располагается в регионе Лигурия, в провинции Империя.
Население составляет 698 человек (2008 г.), плотность населения составляет 56 чел./км². Занимает площадь 12 км². Почтовый индекс — 18030. Телефонный код — 0184.
Покровительницей коммуны почитается святая равноапостольная Мария Магдалина, празднование 22 июля.

## Демография
Динамика населения:

## Администрация коммуны
- Официальный сайт: